# Leggeloo
Leggeloo (Drents: Leggel) is een buurtschap in de gemeente Westerveld, in de Nederlandse provincie Drenthe. De buurtschap is gelegen ten noorden van Dwingeloo, aan de overzijde van de Dwingelerstroom.
Het behoorde kort tot de gemeente Diever, tot 1812. Het valt qua adressering onder Dwingeloo. De plaats is ontstaan in de vroege Middeleeuwen. In 1207 wordt de plaats zowel vermeld als Leglo en Legghelo. In 1298 als Leggele en Leggelo en 1544 als Leggeloe.
Aan de noordoostkant van de buurtschap is het natuurreservaat Leggelderveld gelegen.